# 1998年太平洋颱風季
| 太平洋颱風季             |
| 主題頁 - 專題 - 編輯指南 |

1998年太平洋颱風季泛指在1998年全年內的任何時間，於赤道以北及國際換日線以西的太平洋水域所產生的熱帶氣旋。雖然有關方面並沒有設下本颱風季的指定期限，但大部份於西北太平洋的熱帶氣旋通常都會於六月至十二月期間形成。
本條目的範圍僅侷限於赤道以北及國際換日線以西的太平洋水域。於赤道以北及國際換日線以東的太平洋水域產生的風暴則被稱為颶風。在西太平洋產生的熱帶風暴是由美國聯合颱風警報中心（JTWC）命名，而在該地區的熱帶低氣壓的編號都以 W 字母作結。而凡進入或產生於菲律賓風暴責任範圍以內的熱帶低氣壓，菲律賓大氣地理天文部門 (PAGASA) 都會為它們訂立一個菲律賓名稱，作當地警報用途；因此同一個風暴有時候會有兩個不同的名稱。
以下各熱帶氣旋資訊以熱帶氣存在期間的最強形態為準。

## 已被國際命名的熱帶氣旋

### 颱風奧圖 (Otto)
PAGASA:Bising
於菲律賓東方海面形成後向西北前進，於8月4日12時左右在台灣台東縣成功鎮登陸，強度減弱並繼續以西北方向前進，8月5日5時左右在中國福建省福州福清市沙埔鎮登陸。

### 強烈熱帶風暴彭妮(Penny)
PAGASA:Klaring

### 颱風雷士(Rex)
PAGASA:Deling

### 強烈熱帶風暴史特拉(Stella)
强烈热带风暴斯蒂娜起源于北马里亚那群岛东部的一个熱帶擾動。这个扰动最先在1998年9月11日清晨被联合台风警报中心发现。12日早晨，这个热带扰动已经增强为热带低气压，联合台风警报中心对它发出了第一次报告。随后，系统沿着副热带高压脊的南侧向西北方向移动，并逐渐加强。9月14日，风暴在父岛附近增强为热带风暴。斯蒂娜在15日正午达到台风强度，这时它已经进入副热带高压脊的一个弱点，导致它转向东北移动。台风此后在中纬度西风带的影响下继续向东北移动，移速逐渐加快。15日黄昏，史特拉以台风下限的强度在静冈县御前崎登陆。次日早晨，风暴在北海道的襟裳岬登陆，此后又在釧路市附近再次登陆。同日中午12时，史特拉转变为溫帶氣旋，但系统仍维持60节的强度，以58节的速度持续向东北方向移动。系统最终于18日清晨在国际日期变更线附近消散。

### 颱風杜特(Todd)
PAGASA:Emang

### 颱風慧姬 (Vicki)
PAGASA:Gading

### 熱帶風暴華爾多 (Waldo)
此系統於1998年9月20日在沖之鳥島以北海域形成，並在同日北移至和歌山縣田邊市附近登陸，隨後在紀伊半島上空向北移動，並於翌日在滋賀縣北部附近減弱為熱帶性低氣壓，最終於22日進入富山灣並在北日本附近消散。在此系統登陸後的第二天，較早形成的颱風維琪也在紀伊半島登陸。

### 颱風茵妮 (Yanni)
PAGASA:Heling
茵妮引致了南韓50人死亡。

### 颱風謝柏 (Zeb)
PAGASA:Iliang
10月7日，一熱帶低氣壓隨着季候風而形成。它持續向西移動，並於10月10日增強為熱帶風暴，命名為謝柏。根據聯合颱風中心的雷達分析，當時有另一熱帶氣旋，雅歷士在謝柏的環流中醞釀，其後被謝柏吸收合併。10月11日晚上，謝柏已是一級颱風，同時他漸漸轉向西北偏西的途徑移動，趨向呂宋北部。10月13日謝柏達到超級颱風的水平，顛峰時的風力達每小時285公里。其後於10月14日轉向並在10月15日清晨立刻急停，日間已緣脊場東南側北移。晚上，謝柏已進入巴斯海峽，而且中心風力減弱至一級颱風的水平。10月16日清晨，謝柏沿台灣東岸掠過，也為當地帶來大雨。謝柏漸漸受槽前西南氣流引導，亦漸漸呈加速趨勢，強垂直風切變使謝柏不久便減弱成強烈熱帶風暴。

### 颱風寶絲 (Babs)
PAGASA:Loleng
寶絲於10月15日在雅蒲島西北約320公里發展為熱帶低氣壓，初時向西移動。寶絲於10月18日增強為一個熱帶風暴，其後寶絲受到一道熱帶對流層上部槽影響，轉向西南緩慢移動。寶絲於10月19日重新受到副熱帶高壓脊引導，轉向西北偏西移動並迅速增強，增強為強烈熱帶風暴，翌日進一步增強為颱風。颱風寶絲於10月21日強度達到顛峰，一分鐘平均風力高達250公里每小時的四級颱風水平，其後寶絲於10月22日及23日橫掃菲律賓，並進入南海。受到菲律賓地形影響，寶絲風力稍稍下降，進入南海時風速仍達每小時130公里，其後寶絲於10月24日重新增強。10月25日，一道西風槽東移，使副熱帶高壓脊東退，寶絲開始減速，轉向西北偏北移動。東北季候風帶來的乾空氣及較強的垂直風切變使寶絲逐漸減弱，並轉向東北偏北的方向移動。寶絲於10月26日上午香港東南偏東約240公里處掠過，直趨台灣海峽並迅速減弱。寶絲於10月27日早上減弱為一熱帶風暴，當日徬晚減弱為熱帶低氣壓，並於翌日清晨在台灣海峽消散。

### 熱帶風暴艾非斯 (Elvis)
PAGASA:Miding

### 颱風菲斯 (Faith)
PAGASA:Norming
63人死亡, 36人失踪。

## 未被國際命名的熱帶氣旋
有一些沒被命名的熱帶低氣壓的熱帶氣旋。以下列出那些熱帶氣旋的資料。

### 熱帶低氣壓 01W
PAGASA:Akang

## 熱帶氣旋名單
西北太平洋的颱風是由聯合颱風警報中心命名直至1999年太平洋颱風季完結。由2000年開始，將會由日本氣象廳命名。
| - Ann - Bart - Cam - Dan - Eve - Frankie - Gloria - Herb - Ian - Joy - Kirk - Lisa - Marty - Niki - Orson - Piper - Rick - Sally - Tom - Violet - Willie - Yates - Zane | - Able - Beth - Carlo - Dale - Ernie - Fern - Greg - Hannah - Isa - Jimmy - Kelly - Levi - Marie - Nestor - Opal - Peter - Rosie - Scott - Tina - Victor - Winnie - Yule - Zita | - Amber - Bing - Cass - David - Ella - Fritz - Ginger - Hank - Ivan - Joan - Keith - Linda - Mort - Nichole 9801 - Otto 9802 - Penny 9803 - Rex 9804 - Stella 9805 - Todd 9806 - Vicki 9807 - Waldo 9808 - Yanni 9809 - Zeb 9810 | - Alex 9811 - Babs 9812 - Chip 9813 - Dawn 9814 - Elvis 9815 - Faith 9816 - Gil 9817 - Hilda - Iris - Jacob - Kate - Leo - Maggie - Neil - Olga - Paul - Rachel - Sam - Tanya - Virgil - Wendy - York - Zia |

### 菲律賓熱帶氣旋命名法
菲律賓大氣地理天文部門 (PAGASA) 使用自己一套命名法，作於該國風暴責任範圍內的熱帶氣旋命名之用。名單每四年循環再用，因此本年名單與1994年太平洋颱風季的名單相同，官方暫時未公佈名稱更換。本年未用名稱以灰色字表示，黑體字表示今年已經使用過，粗體名稱則表示該風暴活躍中，橙色表示下一個將會使用的名稱。
| - Akang - Bising 9802 - Klaring 9803 - Deling 9804 - Emang 9806 | - Gading 9807 - Heling 9809 - Iliang 9810 - Loleng 9812 - Miding 9815 | - Norming 9816 - Oyang (unused) - Pasing (unused) - Ritang (unused) - Susang (unused) | - Tering (unused) - Uding (unused) - Weling (unused) - Yaning (unused) - Aning (unused) | - Bidang (unused) - Katring (unused) - Delang (unused) - Esang (unused) - Garding (unused) |

## 內部連結
- 1998年大西洋颶風季
- 1998年太平洋颶風季
- 1998年北印度洋氣旋季
- 1997－1998年西南印度洋熱帶氣旋季
- 1997－1998年澳洲地區熱帶氣旋季
- 1997－1998年南太平洋熱帶氣旋季
- 1998－1999年西南印度洋熱帶氣旋季
- 1998－1999年澳洲地區熱帶氣旋季
- 1998－1999年南太平洋熱帶氣旋季

## 外部連結
- 聯合颱風警報中心
- 中央氣象台-颱風實時路徑顯示
- 日本氣象廳熱帶氣旋資訊（页面存档备份，存于）
- 菲律賓大氣地理天文部門熱帶氣旋資訊
- 中央氣象局全球資訊網（页面存档备份，存于）
- 香港天文台熱帶氣旋資訊（页面存档备份，存于）
- 澳門地球物理暨氣象局熱帶氣旋資訊（页面存档备份，存于）
- 熱帶氣旋衛星影像（页面存档备份，存于）
- 數位颱風—熱帶氣旋資料及圖片（页面存档备份，存于）